# 阿尔门诺-圣巴托洛梅奥
阿尔门诺-圣巴托洛梅奥（義大利語：Almenno San Bartolomeo），是意大利贝加莫省的一个市镇。总面积10.42平方公里，人口5976人，人口密度573.5人/平方公里（2009年）。国家统计（ISTAT）代码为016006。